# Kalývia (ort i Grekland, Thessalien)
Kalývia är en ort i Grekland.   Den ligger i prefekturen Nomós Larísis och regionen Thessalien, i den centrala delen av landet, 260 km nordväst om huvudstaden Aten. Kalývia ligger 636 meter över havet och antalet invånare är 764.
Terrängen runt Kalývia är varierad.Runt Kalývia är det ganska glesbefolkat, med 28 invånare per kvadratkilometer. Närmaste större samhälle är Livádi, 13,5 km nordväst om Kalývia. Trakten runt Kalývia består till största delen av jordbruksmark.